# Onthophagus mendeli
Onthophagus mendeli es una especie de insecto del género Onthophagus, familia Scarabaeidae, orden Coleoptera.

## Historia
Fue descrita científicamente por Ochi, Kon & Barclay en 2009.